# 世界でいちばんNGな恋
『世界でいちばんNGな恋』（せかいでいちばんだめなこい）は、2007年11月22日にHERMIT（ハーミット）から発売されたアダルトゲーム。後にPlayStation Portable（以下、PSP）版の『世界でいちばんNGな恋 ふるはうす』が登場した。企画・シナリオは丸戸史明。
2018年2月23日にE-moteを採用したリメイク『世界でいちばんNGな恋 ハピネスモーション』が発売された。

2020年8月21日に『世界でいちばんNGな恋 ハピネスモーション』がDLsiteで販売された。

## 概要
HERMITの前作『ままらぶ』に続く、年の差カップルを中心に描いたホームコメディ。『ままらぶ』とは逆に主人公が年上、メインヒロインが年下である。メインヒロインとのストーリーを事実上の共通ルートとし、途中で選択に応じて残るヒロインへと分岐するスタイルをとる。そのため、ヒロインごとに総話数が大きく変わってくる。
シナリオに対する評価が高く、「美少女ゲームアワード2008」では、純愛系作品賞金賞とシナリオ賞銀賞を受賞している。

### 世界でいちばんNGな恋 ふるはうす
PSPへの移植作で、PC版の権利を保有していたウィルの権利業務を継承したアスガルドが設立したブランド「BOOST ON」（ブーストオン）から発売される。
PC版からアダルトシーンを排除するかわりに、新規イベントシナリオ、美都子エンド後を描いたエピローグ、新規イベントCG約30枚、新規ムービーなどを追加している。
スタッフ、キャストは原則としてPC版と共通だが、追加シナリオはエッジワークス、新規ムービーはHONKANが担当した。また、澤嶋姫緒役は「諸般の事情」を理由に、芝原のぞみから榊原ゆいに変更されている。

## あらすじ

### プロローグ～共通ルート
雪の降りしきるある日、芳村理は街の中で死にかけていた。会社ぐるみの不正の責任を一人でかぶらされて尻尾切りとなり、やけ酒の末に無一文になってしまったためであった。もはや死のうと思っていた時に陽坂穂香と出会い、温かい缶コーヒーを貰った。
彼女に運命を感じた理は、3ヶ月間もの肉体労働で得た金で指輪と花束を買い、告白しようと彼女の家へとやって来た。だが、出迎えたのは穂香の娘、陽坂美都子であった。穂香は、こともあろうに娘の美都子を残して、駆け落ちしてしまっていたのだ。
理は美都子を不憫に思い、何とか彼女の幸せのために奔走する。
一方、理が住む「テラスハウス陽の坂」の隣の豪邸に住む大学生・澤嶋姫緒は、大家代理を務める美都子のことを気に入っていたものの、「陽の坂」の住民たちに対しては冷たい態度をとっていたため、「陽の坂」の立地条件もあって、住民から疑いを掛けられていた。
その後、彼女が本当に美都子のことを気に入っていただけであり、実家である澤嶋不動産が悪徳業者として知られており、善人ぶっていては示しがつかなかったため、あのような態度をとっていたことが判明する。
ある日、理は美都子の保護者の代理として保護者懇談会に出席した際、元妻である麻美が美都子の担任だったことが判明する。
また、理は再就職するも仕入先の連鎖倒産に巻き込まれてしまうが、そこで知り合った天城 夏夜が彼のことを気に入り、そのまま「陽の坂」に住む。
その後、理は再々就職するが、今度は上層部が大手企業との不正にかかわっていたことが判明し、社内クーデターを計画するも、上層部に露見したため、解雇される。
台風が町を襲う中、「陽の坂」に帰宅したところ、住民たちは出かけた後であり、美都子が孤独に震えていた。彼は美都子を抱きしめ続けたことで、彼女に保護者として認められる。
さらにその後、再々就職先では社内クーデターが成功したことで協力先である澤嶋グループの傘下に入ることとなり、澤嶋グループからの社外取締役の一人として派遣された姫緒はこの会社の秘書課に理を入れる。姫緒は台風の一件を根に持っており、嫌がらせをしたいがためにこのようなことをしていた。彼女が公私混同をしないようにするため、理は彼女の教育係として名乗りを上げた。最初は理の小言を不満に思っていたものの、姫緒はいつしか自分のためを思ってしてくれていることを認識するようになり、2人の距離は縮まりつつあった。
そして、2人で出席した接待パーティーにて姫緒は理との距離をさらに縮めようとする。だが、理は美都子の幸せを第一に考えており、姫緒は手を引いた。
ある日、麻美が同僚から告白を受けたことを知り、理はショックを受ける。さらに、彼女の住んでいたアパートが火災に遭い、救出に向かった理は骨折する。
麻美は理の部屋に泊まり込み看病を続ける。それを見ていた美都子は彼が大事な人になっていたことを告げる。また、麻美が不妊症であり、それが離婚の原因であることが判明する。

### 夏夜ルート
社内クーデターが失敗に終わった際に、夏夜に慰めてもらった場合は夏夜ルートへ進む。
元々ダメな男を甘やかすことが好きな夏夜は、理を甘やかしにかかる。だが、理にとって一番大切な存在が美都子であるという事実に直面し、だんだん精神的に不安定になっていく。
そして、とうとう自分と理の関係を美都子に暴露したことで大げんかに発展する。
その後、夏夜は「陽の坂」を去ろうとするが、最終的には仲直りをし、2人の仲は美都子に認められた。

### 姫緒ルート
接待パーティーの場面で理が姫緒の気持ちを受け入れた場合は姫緒ルートに進む。
姫緒の気持ちを受け入れ、理は姫緒と恋人になる。
ある日、姫緒は自分の父親が幼い美都子を抱き上げる写真を見つけ、異母妹ではないかと推測したことが、彼女にこだわるきっかけになったと説明する。
結局、血縁関係は早とちりと判明したものの、その後も美都子への愛情は続いていた。
彼女たちのことを守ろうとした矢先、穂香が近所の金持ちからアパートの土地の担保として100万円を借りており、金持ちの没後、不動産ブローカーの手に借用書が渡っていたことが判明する。
また、ブローカーの背後には姫緒の父親がおり、理は姫緒を励まして、澤嶋グループとの戦いに臨み、「陽の坂」取り壊し回避に成功する。
だがその中で、理は金持ちの正体が姫緒の父親かもしれないことに気づき、美都子により良い暮らしをさせるために「陽の坂」取り壊しを考えていたのではないかと考える。
その後、3人は幸せな暮らしを手に入れる。

### 麻美ルート
麻美が不妊症だと判明した後、美都子か麻美を選ぶか迫られた際、麻美を選んだ場合は、麻美ルートへ進む。
不妊症の自分のためを思って離婚を切り出したことを知った理は落ち込むが、美都子から自分のことは娘と思ってくれと励まされ、あらためて麻美に告白する。
そして、美都子の卒業式の場で、麻美は告白し、最終的には受け入れられる。

### 美都子ルート
麻美が不妊症だと判明した後、美都子か麻美を選ぶか迫られた際、美都子を選んだ場合は、美都子ルートへ進む。
年の差を覚悟の上で、理は美都子の告白を受け入れる。
その矢先、穂香が年下の公務員を連れて「陽の坂」に戻ってくる。
穂香は理と美都子の仲を認めないばかりか、婚約者が九州に転勤するため、美都子も連れて行こうとする。
理は大好きな母親についていった方がいいと考えていたが、美都子本人は反発する。
そのため、彼らが九州へ発つ日に理は美都子にプロポーズする。穂香も何とか同意していたが、彼女の婚約者はそれを苦々しく思っていた。
実は、彼女の婚約者の正体は結婚詐欺師であり、本当の狙いは「陽の坂」の土地権利書だった。
だが、理と美都子以外の住人たちはこれまで穂香が付き合った相手がろくでなしばかりだったため、結婚詐欺師の目論見は筒抜けだった。
かくして、九州行きは取りやめとなり、2人は「陽の坂」での生活をつづけた。

## 登場人物
※特に記載のない場合、声の出演はPC版、PSP版共通
芳村 理（よしむら おさむ）
声：先割れ丼
本編の主人公で、テラスハウス陽の坂四号室の住人。年齢は物語開始時点で28歳と11カ月で、189cmの長身。名門八橋大学卒で一流商社に入社したエリートで、仕事振りも非常に優秀。しかし生来のお人好しで、弱気・弱腰・弱運も手伝い、すぐに騙されたり利用されたりする。どれだけ酷い目にあっても困っている人を見過ごせず、相手に対して常に最善を尽くす。岐阜県出身。
2年前に麻実と離婚し、会社の不正の責任を押し付けられクビになり、どん底の状態でテラスハウス陽の坂にやってくる。アパートにおいては、リストラ、若旦那と呼ばれる。米が大の苦手で洋食しか受け付けない。アダルトゲームには珍しく、主人公でありながら音声付きだが、Hシーンのみ音声がない。
仕事には熱心に取り組むタイプ。麻実と結婚していた頃は同期の中でも稼ぎ頭で一人で数億のプロジェクトを動かすほど優秀だった。熱心さは夏夜や姫緒が惹かれるほど。普段はなよなよしているが仕事の事となると人が変わったようになり姫緒から仕事の鬼と揶揄されるほどに厳しい。強引に人を引っ張っていくほどの行動力、影響力はその仕事場で働く人間にまで及ぼす。現実逃避の矛先は常に仕事にむけられ、数日間の会社への泊まり込みや連日徹夜は当たり前で姫緒に無理やり止められるほど。勉学も優秀で十数年前の事ながら美都子の家庭教師を務めるほど。
陽坂 美都子（ひのさか みとこ）
声：夏野こおり
テラスハウス陽の坂の大家代理を務める、身長144cmの小柄な少女。住人からは「若大家」、友達からは「トコ」「トコちゃん」と呼ばれる。たった一人の肉親である母親が男と駆け落ちしてしまい、『テラスハウス陽の坂』の大家を任されることになる。不幸さでは理と良い勝負である。家事は万能、運動神経も良く、勉強も出来る気立ての良い娘。気が強く、弱さを見せようとしない。テラスハウス陽の坂で母親を待とうと決心しているが、一寸先は闇とも言える現実に、内心弱り切っている。
癖の強いテラスハウス陽の坂の住人達からもその気立ての良さから信頼されている。しかし住人達は美都子が無理をしている事も見抜いているため、心配している。
理に対して当初は「リストラさん」と呼んでいたがある出来事を境に「理くん」へと呼び方が変わっている。それに伴ってか保護者的な感情から恋愛感情へと変化もあった。理に関する女性関係には敏感になり嫉妬することも珍しくなくなった。夏夜や麻実にそれを指摘されると感情的になり否定する。独占欲が強く自分が一番でないと気が済まない。自分がしてはいけない恋をしている事は自覚しているものの初恋でもあるため諦めきれないでいるのが各ルートからも読み取れる。
年齢に関する明確な記述はないが、進路に関する描写、理が美都子との仲を穂香に認めさせるためにとった行動などから、物語開始時点で14歳（中学3年生）であることをうかがわせる。声を担当した夏野こおりは収録後に「…これ、犯罪ですよね？」というコメントを残したと、丸戸史明がスタッフ日記で語っている。誕生日は理と同じ5月31日。
香野 麻実（こうの あさみ）
声：一色ヒカル
美都子の担任の先生で、元夫である理より2歳年下である。学生時代に理と出会い、卒業後に彼と結婚するが2年前に離婚し、教師として再出発する。美人で性格も良く、頼りになるため男女を問わず生徒に人気があり、職場での評判も高い。美都子も彼女の事を信頼しているが、現在自分が置かれている事情（母親が蒸発）を学校側に知られるトラブルになるため、避けようとしている。
家族の愛情を知らない理に「子供のいる幸せな家庭を教える」と宣言をして結婚したが、後にある理由からそれを果たせないことを知り、その事実を理に隠して彼女から離婚を切り出して身を引いた。そのため、理に対しての愛情は別れてからもまったく変わっていない。
学生時代からの付き合いで理の事は結構知っている。かなり酔うと理の事で管を巻くように愚痴を言い始めてしまうことが明らかになった。
天城 夏夜（あまぎ かや）
声：風音
理の再就職先の同僚で社長の姪。21歳。テンションが低く投げやりな言動が多いものの、仕事も人並み以上にこなせる。理の人の良さと思いやりを間近で見る内に惚れてしまい、テラスハウス陽の坂五号室に転がり込む事になる。そういった経緯から、住人たちからは「二号ちゃん」と呼ばれている。部屋ではワイシャツとショーツのみで過ごし、かなり酒に強い。
澤嶋 姫緒（さわしま ひめお）
声：芝原のぞみ（PC）／榊原ゆい（PSP）
国内有数の不動産会社である澤嶋不動産の令嬢で大学生。その出自と名前から、住人たちからは「姫様」と呼ばれる。愛らしさと華やかさを持ち、強面の面々が揃う一族の男性陣に可愛がられている。ボランティア精神に富み、たびたび匿名で多額の寄付をしている。名古屋出身らしく（澤嶋不動産も本社は名古屋）、隣の岐阜出身の理とはご当地ネタで微妙なやりとりを繰り広げる。酒の匂いで悪酔いしたり甘酒を一口飲むだけでダウンするほどアルコールに弱く、酒の席では酔い止めが手放せない。
生活が苦しく、苦労を重ねる美都子を見かね、当初は住人を買収して追い出し、孤独になった美都子を引き取ろうと画策する。このため、美都子に対しては非常に親身に接していた一方、それ以外のアパートの住人にはかなり冷淡な態度を取っていた。父親の順平が悪徳不動産王として有名なため、わざとあくどい手口に見せかけていた。
陽坂 穂香（ひのさか ほのか）
声：まきいづみ
美都子の母親で本来の大家。夫は美都子が生まれる半年前に亡くなっている。お人よしで情にもろく、特に男の涙に弱い。そういった思わせぶりな態度でなおかつ美人であることから、好意と勘違いした住人とのトラブルが何度もあり、そのたびに美都子が住人を説得して退去させていた。家計のために水商売をしていたが、交際中の男のために娘を置いて駆け落ち同然に家を出てしまう。
その後、家を出て早々に駆け落ち相手に逃げられたうえ、収入を得ようと行き着いた先々でも男に関するトラブルを引き起こす。1年後に婚約者を得てようやく戻ってくるが、その相手すらも結婚詐欺師であった。
佐々木（ささき）
声：先割れスプーン
姫緒の身の回りの世話や運転手を務めている男性。姫緒の趣味により、つねに黒服にサングラスを掛けている。外見と事務的な口調のせいで人に威圧感を与えるが、本人は至って礼儀正しく常識人。姫緒からの信頼は厚く、クレジットカードの管理さえ任されている。また、姫緒の過ちにもしっかり意見が出来る人物である。同性愛者なので姫緒に対して恋愛感情はない。何故かテラスハウス陽の坂の住人からは番頭さんと呼ばれる。
上坂 喜兵衛（うえさか きへえ）
声：事務台車
テラスハウス陽の坂一号室の住人である老人で、「ご隠居」と呼ばれている。住人の中ではある程度の良識を持ち、ときに人生の先輩らしい言葉を残すことも。元は有名大学の法学部教授で長崎で暮らしていたらしい他、結婚もしていた。落語研究会の顧問をしていた影響で落語好きで、語り口も軽妙。現在は日がな一日落語の研究をしているとか。
熊崎 吉則（くまざき よしのり）
声：胸肩腎
テラスハウス陽の坂二号室の住人。25歳。服装はオタクそのものだが、身体を鍛えるのが趣味らしく、かなりの筋肉を誇る。元は年収1000万円も稼ぐ有能なシステムエンジニアだったらしいが、現在は無職にして引き籠もり。ブログのアフィリエイトなどで何とか糊口を凌いでいるらしい。
八須永 文太郎（やすなが ぶんたろう）
声：先割れチョップスティック
テラスハウス陽の坂三号室の住人。大学3年目の1年生だが誰も大学に通う姿を見た事がなく、劇団の主宰としての活動が中心。軽い性格のお調子者で、アパート内での宴会などに率先して立案や参加をする、一番の不良住人。女好きで劇団の女性に手を出しまくっているほか、姫緒や夏夜も口説こうとしていたようである。男性のみならず女性の声さえも完璧に真似られる声帯模写の才能を持つ（ゲーム中では該当のセリフを複数の声優が演じている）。
姫緒ルートをクリア後に再び同ルートをプレイすると、一部シーンが文太郎視点に変更され、姫緒ルートの重要部分に声帯模写の才能を使って関与していたことが明かされる。
長谷川 倫子（はせがわ りんこ）
声：如月葵
美都子の親友。さばさばした性格でしっかり者。学生らしからぬ鋭い観察眼の持ち主で、美都子の周りの人間関係を面白がっている事もあるが、美都子の事を真剣に考えている。
美都子に理をあきらめさせるために剛志を焚きつけるが、玉砕して美都子を完全にあきらめた剛志に告白されると彼と付き合うようになる。ほとんど受験勉強をせずに剛志が推薦入学するスポーツ校を進路に選んだことから、元々彼に対する恋愛感情を持っていたことがうかがえる。
本田 真鶴（ほんだ まつる）
声：茶谷やすら
美都子の親友。少し内気で噂好き。剛志の事が好きだが彼の眼中にはまったく入っていない。
尾関 剛志（おぜき つよし）
声：城崎彦太
サッカー部主将でエースストライカー。根っからの体育会系な熱血漢で、明るくて三枚目。美都子に惚れていて、告白して振られてもなおめげずにアタックし続けている。真鶴以外の多くの女子生徒にも人気だが、あくまでも美都子ひと筋である。
平木課長
理の再々就職先の上司。経理畑で25年間勤めている。
理が社内で不正が行われていることを知ったため、共に真相を追及するために行動することになる。当初は理に引きずり込まれる形で協力していたが、このままでは会社が潰れると知り、覚悟を決める。
既婚者で、妻と大学受験を控えた息子がいる。
のちに出世して副部長となる。理の能力を高く評価しており、出来れば自分の直属の部下にしたがっている。
澤嶋 順平（さわしま じゅんぺい）
国内有数の不動産会社である澤嶋不動産の社長。会社経営の辣腕ぶりから非情な人物と恐れられ、美都子を救おうとする姫緒に対して厳しい態度をとる。
しかし実際は姫緒と似たような性格であり、姫緒のさらに上を行く手口で美都子を救おうとしていた。

## スタッフ
- 企画、シナリオ：丸戸史明
- 原画：みこしまつり
- OPテーマ ： 陽だまりコイゴコロ （作曲・作詞・ヴォーカル： 片霧烈火）
- EDテーマ ： いとしさの糸 （作曲・作詞・ヴォーカル： 片霧烈火）
- OP・EDムービー：神月社（Mju:z）

## 関連商品

### CD
- 初回特典Disk1 ドラマCD 「陽の坂怪談」
- 初回特典Disk2 サウンドトラック＆システムボイス
- ミニドラマ入り主題歌マキシシングル 「世界でいちばんCなD」
- 世界でいちばんNGな恋　Heart-Warming Song　Vol.1 - 4[5]

1. 陽坂美都子（cv.夏野こおり）、2008年1月25日発売
2. 香野麻実（cv.一色ヒカル）、2008年1月25日発売
3. 天城夏夜（cv.風音）、2008年2月22日発売
4. 澤嶋姫緒（cv.芝原のぞみ）、2008年2月22日発売

### 書籍
- 世界でいちばんNGな恋 ビジュアルファンブック（キルタイムコミュニケーション、2008年5月18日発売、ISBN 978-4-860325688）
- 世界でいちばんNGな恋 艶笑小噺（ハーヴェスト出版、2008年9月1日発売、ISBN 978-4-434121920）

原作：HERMIT、著者：歌鳥、イラスト：みこしまつり
- 世界でいちばんNGな恋 シナリオブック（ハーヴェスト出版、2008年9月15日発売、ISBN 978-4-434121937）

原作：HERMIT、シナリオ：丸戸史明with企画屋、イラスト：みこしまつり

## 評価
アダルトゲーム雑誌「メガストア」の2008年2月号に掲載されたクロスレビューの結果は表のとおり。
| レビュアー     | 点数 |
| -------------- | ---- |
| KAZ            | 7点  |
| りんりん       | 8点  |
| ろりぽん       | 9点  |
| 絵路野オタロー | 8点  |

4人とも個性的なキャラクターの描写について一致した見解を示しており、このうちりんりんとろりぽんが本作を「おすすめゲーム」として取り上げた。
また、古びたアパート、住人と管理人の恋、変わり者の住人たちなどの設定や場面描写などで、一部の批評家からは『めぞん一刻』との類似点を指摘されている。この点について丸戸は「あの作品は旧約聖書という位置づけ（新約聖書として本作品に挑戦）」と暗に認めている。